# Épisodes de Vegas
Cet article présente les vingt-et-un épisodes de la série télévisée américaine Vegas.

## Synopsis
La série, se déroulant dans les années 1960, est inspirée de la vraie vie de Ralph Lamb, un cowboy devenu shérif de Las Vegas, et Vincent Savino, de la mafia de Chicago. Dans un vaste désert avec des opportunités sans limites, où aucun homme n'est ni bon ni mauvais, la vision entrepreneuriale de Savino fait collision avec le mandat de loi et d'ordre du shérif.

### Diffusions
- Aux États-Unis, la saison a été diffusée, de septembre 2012 à février 2013, les mardis à 22 h sur le réseau CBS, puis le vendredi à 21 h en avril et en mai 2013.
- Au Canada, elle a été diffusée en simultané sur le réseau Global.

La diffusion francophone se déroule ainsi :
- En France, elle a été diffusée du 30 octobre 2013 au 27 novembre 2013 sur Paris Première puis en clair du 24 août 2016 au 16 novembre 2016 sur M6 ;
- Au Québec, depuis le 31 décembre 2013 les mardis à 20 h sur Séries+.
- Elle est toutefois inédite dans les autres pays francophones.

## Liste des épisodes

### Épisode 1:Un nouveau shérif en ville
- États-Unis /  Canada : 25 septembre 2012 sur CBS[3] / Global
- France : 
  - 30 octobre 2013 sur Paris Première
  - 24 août 2016 sur M6[4]
- Québec : 31 décembre 2013 sur Séries+

- États-Unis : 14,85 millions de téléspectateurs[5] (première diffusion)
- Canada : 1,671 million de téléspectateurs[6] (première diffusion)

- Gil Birmingham (Don Simmons)
- Sean Hennigan (le shérif Hennigan)
- Tim Holmes (Monty)
- Kai Lennox (Bob Perrin)
- William Russ (Mert Hayes)
- Matthew Page (l'adjoint Armstrong)
- Billy Lush (Cale Green)
- Judith Baldwin (Dorris Meade)
- Victor Talmadge (Governor Kern)
- John Newton (William Van Dyke)
- Jason Douglas (Stuart Mills)
- Sunny Mabrey (Jodie Kent)
- Richard Edson (Arthur Speziali)
- James G. MacDonald (Don Blachford)
- Thomas Borrillo (gros Frankie)
- Alesandra Stephan (Mme Tuna)
- Casey Messer (employé de bureau)
- Tom Romero (le greffier)
- Mark Allan Stewart (dealer no 1)
- Roy Lea (dealer no 2)
- Randy Hall (mécanicier no 1)
- Jon Kristian Moore (mécanicier no 2)
- Rob Tode (l'homme bizarre no 1)
- A.J. Rome (l'homme bizarre no 2)
- Michael Ciano (l'homme en roller)
- John Wylie (homme d'affaires)

### Épisode 2:L'Appât du gain
- États-Unis /  Canada : 2 octobre 2012 sur CBS / Global
- Québec : 7 janvier 2014 sur Séries+
- France : 24 août 2016 sur M6

- États-Unis : 12,11 millions de téléspectateurs[7] (première diffusion)
- Canada : 1,653 million de téléspectateurs[8] (première diffusion)

- Amanda Schull (Carol Reyes)
- Kai Lennox (Bob Perrin)
- Channon Roe (Ted Ermin)
- Lenny Citrano (Scarpone)
- Michael O'Connell (Bill Rickers)
- Andrew Tacher (l'agent fédéral, chauffeur)
- Daniel Robaire (Valet)
- David Boller (Vendor)
- Jonathn Vane (Dale Maggenti)
- Anne Moore (Emmie)
- George Williams (Tom Agee)
- Lauren Pritchard (la femme de chambre au Savoy)
- Pernille Trojgaard (la secrétaire de Savino)
- Mark Allan Stewart (le dealer du jeu Blackjack)

### Épisode 3:Tout ce qui brille
- États-Unis /  Canada : 9 octobre 2012 sur CBS / Global
- Québec : 14 janvier 2014 sur Séries+
- France : 31 août 2016 sur M6

- États-Unis : 11,78 millions de téléspectateurs[9] (première diffusion)
- Canada : 1,699 million de téléspectateurs[10] (première diffusion)

- Jonathan Banks (Angelo)
- Jessica McKee (Stephanie)
- Austin Hebert (Ronnie)
- Alano Miller (Ray)
- Marcus Giamatti (Scotty)
- Toby Meuli (Tommy)
- Dave Florek (Ben Boffa)
- Gareth Williams (JB)
- Kerry Knuppe (Marlene)
- Jamison Haase (Max)
- Artie O'Daly (Waiter)
- Jim Hanna (Clay Winthrop)
- Troy Vincent (journaliste no 1)
- Doug Simpson (Reporter no 2)
- Ed Ackerman (videur)

### Épisode 4:Illégitime
- États-Unis /  Canada : 23 octobre 2012 sur CBS / Global
- Québec : 21 janvier 2014 sur Séries+
- France : 31 août 2016 sur M6

- États-Unis : 10,8 millions de téléspectateurs[11] (première diffusion)
- Canada : 1,589 million de téléspectateurs[12] (première diffusion)

- Scott Michael Morgan (Albert Durr)
- William Russ (Mert Hayes)
- Yaani King (Estelle Drew)
- Rick Fitts (Porter)
- Kim Yarbrough (Alice)
- Megan Henning (Tracy)
- Wade Williams (Sam Kovacs)
- Christopher Cousins (Randall)
- David Gallagher (Terry)
- Michael J. Harney (Leo Farwood)
- Jamie Denbo (Linda)
- Jamie McShane (Davey Cornaro)
- Roberta Hanlen (Helen)
- Kristin Slaysman (Marilyn Lamb)

### Épisode 5:Citoyens modèles
- États-Unis /  Canada : 30 octobre 2012 sur CBS / Global
- Québec : 28 janvier 2014 sur Séries+
- France : 7 septembre 2016 sur M6

- États-Unis : 10,75 millions de téléspectateurs[13] (première diffusion)
- Canada : 1,363 million de téléspectateurs[14] (première diffusion)

- Todd Grinnell (Andy Meacham)
- Nicole Duport (Jane Ludlow)
- Greg Grunberg (Milton Ludlow)
- Peter Murnik (John Turley)
- Phoenix List (Tim Ludlow)
- Damon Herriman (M. Jones)
- Jim Ortlieb (Gus Wilson)
- Brian Oblak (Sarge)
- Bill Zasadil (Joe)
- Gil Birmingham (Don Simmons)
- Haley Strode (Ruth)
- Keenan Henson (Eddie)
- Michael Maize (Ty)
- Joel Jacob Gelman (Valet)

### Épisode 6:Faux Jetons
- États-Unis /  Canada : 13 novembre 2012 sur CBS / Global
- Québec : 4 février 2014 sur Séries+
- France : 14 septembre 2016 sur M6

- États-Unis : 10,41 millions de téléspectateurs[15] (première diffusion)
- Canada : 1,349 million de téléspectateurs[16] (première diffusion)

- Mekenna Melvin (Holly Edwards)
- Richmond Arquette (Jackie Sullivan)
- Jim Holmes (Dr Howard Safran)
- Alesa DePersia (Cheryl)
- Matthew Iott (Frank)
- Jeffrey S.S. Johnson (Marty Gilson)
- Karina Logue (Vicky Safran)
- P.J. Marino (Jimmy)
- Gil Bellows (George Grady)
- Alex Nesic (Jesse Lynch)
- Lindsey Sporrer (la stripteaseuse)
- Sean McBride (Perp)
- Gary Kraus (conducteur de camion)
- Nick Warnock (garde de sécurité no 1)
- Mark McGowan (garde de sécurité no 2)
- Benton Jennings ( ? )

### Épisode 7:Mauvaises Graines
- États-Unis /  Canada : 20 novembre 2012 sur CBS / Global
- Québec : 11 février 2014 sur Séries+
- France : 21 septembre 2016 sur M6

- États-Unis : 10,12 millions de téléspectateurs[17] (première diffusion)
- Canada : 1,339 million de téléspectateurs[18] (première diffusion)

- Jonathan Banks (Angelo)
- Damon Herriman (M. Jones)
- James Handy (M. Dobbs)
- Kelvin Brown (Lyle Plimpton)
- Jamie McShane (Davey Cornaro)
- Jeff Staron (Ferro)
- Jim Klock (l'adjoint no 1)
- Michael Pasternak (l'homme malin)
- Peter Coventry Smith (le fils)
- Thom Williams (l'homme no 1)
- Gill Gayle (fermier)

### Épisode 8:La musique adoucit les mœurs
- États-Unis /  Canada : 27 novembre 2012 sur CBS / Global
- Québec : 18 février 2014 sur Séries+
- France : 28 septembre 2016 sur M6

- États-Unis : 9,35 millions de téléspectateurs[19] (première diffusion)
- Canada : 1,398 million de téléspectateurs[20] (première diffusion)

- Aaron Jennings (Gary Hill)
- Tim Griffin (lieutenant Norman Kemp)
- Ivana Milicevic (Diane Desmond)
- Amy Davidson (Jenny)
- Karl Makinen (Lou Massey)
- James Immekus (Henry McCallister)
- Reiley McClendon (sergent Michael Benson)
- Deanna Douglas (serveuse)
- RJ Wolfe (le policier de l'air)

### Épisode 9:Mascarade
- États-Unis /  Canada : 11 décembre 2012 sur CBS / Global
- Québec : 25 février 2014 sur Séries+
- France : 28 septembre 2016 sur M6

- États-Unis : 10,33 millions de téléspectateurs[21] (première diffusion)
- Canada : 1,191 million de téléspectateurs[22] (première diffusion)

- JB Blanc (Max Chandler)
- Jonno Roberts (Kerry Chase)
- Sandra McCoy (Monique Morel)
- Jaimie Goodwin (Audrey Ballard)
- David Denman (Clay Stinson)
- Elizabeth Chomko (Chris Stengel)
- Ronnie Gene Blevins (Todd Thurman)
- Mark Totty (Noah Ballard)
- Ben Parrillo (Dealer)
- Kathleen M. Darcy (Doris Kern)

### Épisode 10:Estinto
- États-Unis /  Canada : 18 décembre 2012 sur CBS / Global
- Québec : 4 mars 2014 sur Séries+
- France : 5 octobre 2016 sur M6

- États-Unis : 9,82 millions de téléspectateurs[23] (première diffusion)
- Canada : 1,712 million de téléspectateurs[24] (première diffusion)

- Grainger Hines (Del Merrick)
- D. B. Sweeney (Peter Holm)
- Jay Acovone (Nicky Tomisano)
- Tom Ayers (Moe Berman)
- Ivana Milicevic (Diane Desmond)
- Melinda Page Hamilton (Ginny)
- Julia Fowler (Mme Tomisano)
- Tzi Ma (Watanabe)
- Michelle Corp (le pasteur Amy Seger)
- Paul Burton Helmstetter (adjoint)
- Brian Mulligan (le coroner)
- Chauncey Jenkins (l'employé)
- Cameryn Jackie Cubeau (la fille aînée de Savino)
- Tyler Conti (chanteur de Gospel no 1)
- Derrick Evans (chanteur de Gospel no 2)

### Épisode 11:Païutes
- États-Unis /  Canada : 8 janvier 2013 sur CBS / Global
- Québec : 11 mars 2014 sur Séries+
- France : 12 octobre 2016 sur M6

- États-Unis : 10,92 millions de téléspectateurs[25] (première diffusion)
- Canada : 1,303 million de téléspectateurs[26] (première diffusion)

- Chris Tardio (Hal Whitford)
- Michael J. Harney (Leo Farwood)
- Stephen Monroe Taylor (Nathan Auster)
- RJ Mitte (Russ Auster)
- Michael Ironside (Porter Gainsley)
- Dan O'Connor (Doug Forbes)
- Lily Knight (Doris Auster)
- Elizabeth Penn Payne (Maureen Farwood)
- Bob Stephenson (Fred LaForge)
- Taryn O'Neill (Margie LaForge)

### Épisode 12:Le Ranch des divorcées
- États-Unis /  Canada : 15 janvier 2013 sur CBS / Global
- Québec : 18 mars 2014 sur Séries+
- France : 12 octobre 2016 sur M6

- États-Unis : 11,27 millions de téléspectateurs[27] (première diffusion)
- Canada : 1,451 million de téléspectateurs[28] (première diffusion)

- Frances O'Connor (Barbara Kent)
- Amy Landecker (Karen Schultz)
- Sam Ball (Max Voorhees)
- Alexandra Holden (Dawn Fields)
- Jade Tailor (Crystal Le Croix)
- Charles Halford (Tony Byrd)
- Robert Gant (Rick)
- Eddie Alfano (Lonnie)
- Guy Nardulli (Paul)
- Pernille Trojgaard (le secrétaire Ildy)
- Dan Warner (un adjoint)

### Épisode 13:Une journée dans le désert
- États-Unis /  Canada : 29 janvier 2013 sur CBS / Global
- Québec : 25 mars 2014 sur Séries+
- France : 19 octobre 2016 sur M6

- États-Unis : 11,23 millions de téléspectateurs[29] (première diffusion)
- Canada : 1,306 million de téléspectateurs[30] (première diffusion)

- Damon Herriman (M. Jones)
- Lili Simmons (Fay)
- Keith Barber (Rancher)
- Anna Jacoby-Heron (Anna)
- Doug Savant (M. Binder)
- Ursula Brooks (Mme Binder)
- Lindsey Gort (Ginny Binder)
- Casey McCarthy (Mme Grady)
- Jon Sklaroff (Patchy)
- Dante Swain (Kolbsy)
- Adam Bartley (Robbie Reuben)
- Sean Lien (adjoint)
- Alex Reznik (le docteur)
- David St. Pierre (un citoyen)
- Drew James (le punk à vélo)
- Doug Sinclair (le serviteur)
- Carter Hastings (l'enfant)

### Épisode 14:Le Troisième Homme
- États-Unis /  Canada : 5 février 2013 sur CBS / Global
- Québec : 1er avril 2014 sur Séries+
- France : 19 octobre 2016 sur M6

- États-Unis : 10,25 millions de téléspectateurs[31] (première diffusion)
- Canada : 1,172 million de téléspectateurs[32] (première diffusion)

- John Lloyd Young (Nicky Fontaine)
- Vanessa Dubasso (le touriste suédois)
- Jason Gerhardt (Pete)
- Anne Leighton (Vera)
- Josh Bitton (Eddie Wilson)
- Travis Aaron Wade (Paul Dugget)
- Alexandra Lydon (Shelly Everson)
- Caitlin Carmichael (Geena)
- Casey McCarthy (Myrna Callum, la toxicomane)
- Adam O'Byrne (Mike Netter)

### Épisode 15:Faux Semblant
- États-Unis /  Canada : 19 février 2013 sur CBS / Global
- Québec : 8 avril 2014 sur Séries+
- France : 26 octobre 2016 sur M6

- États-Unis : 9,52 millions de téléspectateurs[33] (première diffusion)
- Canada : 1,2 million de téléspectateurs[34] (première diffusion)

- Mark Harelik (Dr Herman Thrane)
- Rosie Benton (Helen Lattimer)
- Marika Dominczyk (Nadia Lattimer)
- Gene Farber (Tamas)
- Joel Jacob Gelman (Jimmy)
- Sheila Shaw (Sandy Cooperman)
- Todd Robert Anderson (le responsable)
- Paul Elia (A.D.)
- Adrienne Whitney (une fille)
- Scott Vance (un homme)
- David Damiani (le chanteur)
- Colleen Craig (le danseur no 1)
- Mallauri Esquibel (le danseur no 2)
- Jillian Schmitz (le danseur no 3)
- Kherington Payne (le danseur no 4)
- Kayla Kalbfleisch (le danseur no 5)

### Épisode 16:Un plus gros poisson
- États-Unis /  Canada : 5 avril 2013 sur CBS / Global
- Québec : 15 avril 2014 sur Séries+
- France : 26 octobre 2016 sur M6

- États-Unis : 7,67 millions de téléspectateurs[35] (première diffusion)

- Geoffrey Blake (Frank)
- Shanley Caswell (Patricia)
- Pernille Trojgaard (Secretary Hildy)
- Julie Dretzin (Ellie)
- Idara Victor (l'infirmière Humphries)
- Fred Ochs (Elias)
- Travis Johns (Jimmy)
- Scott Allen Rinker (Carter)
- Ben Bowen (l'homme au bureau)
- Eamon Hunt (l'avocat)

### Épisode 17:L'étau se resserre
- États-Unis /  Canada : 12 avril 2013 sur CBS / Global
- Québec : 22 avril 2014 sur Séries+
- France : 2 novembre 2016 sur M6

- États-Unis : 7,2 millions de téléspectateurs[36] (première diffusion)
- Canada : 1,059 million de téléspectateurs[37] (première diffusion)

- Melinda Clarke (Lena Cavallo)
- Michael Irby (Eddie Bade)
- Kirk B.R. Woller (Jenkins)
- Omar Lopez-Cepero (Abel Cervantes)
- Rachel Germaine (Marie)
- Joe Pistone (Savoy)
- James Moses Black (le garde de sécurité du studio)
- Joel Jacob Gelman (le valet / Jimmy)
- Shirli McAllen (la chanteuse)
- Charlie Mount (le photographe)
- Henry Barrial (le voleur)
- Peter Gannon (l'homme de la sécurité)

### Épisode 18:Le Dessous des cartes
- Canada : 19 avril 2013 sur Global
- États-Unis : 20 avril 2013 sur CBS
- Québec : 29 avril 2014 sur Séries+
- France : 2 novembre 2016 sur M6

- États-Unis : 4,32 millions de téléspectateurs[38] (première diffusion)

- Melinda Clarke (Lena Cavallo)
- Derek DelGaudio (Johnny Wonder)
- Daniel Roebuck (Teddy Brown)
- Joe Egender (Otis)
- Peter Gannon (Silver)
- Robert Atchinson (l'homme au bureau)
- A. Leslie Kies ( ? )
- Jim O'Heir (le manager de la banque)
- Alexandra Ella (la femme)

- Initialement prévu pour être diffusé le 19 avril aux États-Unis, cet épisode a été repoussé au samedi 20 avril 2013 afin de diffuser une émission spéciale sur les explosions survenues à la suite des attentats du marathon de Boston le 15 avril[39].
- Au Canada, l'épisode a été diffusé le 19 avril tel que prévu.

### Épisode 19:Vies antérieures
- États-Unis /  Canada : 26 avril 2013 sur CBS / Global
- Québec : 6 mai 2014 sur Séries+
- France : 9 novembre 2016 sur M6

- États-Unis : 7,5 millions de téléspectateurs[40] (première diffusion)
- Canada : 983 000 téléspectateurs[41] (première diffusion)

- Michael Ironside (Porter Gainsely)
- Joseph Haro (Tony)
- Chris McGarry (Harry)
- Wynn Everett (en) (Donna)
- Darren O'Hare (George)
- B.K. Cannon (Fern)
- Jeanette Brox (Leila)
- Ronnie Steadman (Ned)
- Christopher Goodman (Wayne Lasky)
- Marlene Forte (Carla Sanchez)
- Jim Meskimen (Callum Krill)
- Mary Bonner Baker (Joyce)
- Rod Damer (Chaplain)
- Cory Tucker (Lucas)
- Christopher Gehrman ( ? )
- Ross MacKenzie (le docteur)

Le bureau du Shériff enquête sur l'assassinat d'un croupier du Savoy qui était en relation avec le FBI. Harry, le suspect de ce meurtre prend Mia en otage.
De son côté, Savino s'organise pour s'opposer à Gainsley tout en tirant profit de la réouverture du Tumbleweed.

### Épisode 20:Un ennemi commun
- États-Unis /  Canada : 3 mai 2013 sur CBS / Global
- Québec : 13 mai 2014 sur Séries+
- France : 9 novembre 2016 sur M6

- États-Unis : 7,38 millions de téléspectateurs[42] (première diffusion)

- Michael Ironside (Porter Gainsely)
- Cory Tucker (Lucas)
- Melinda Clarke (Lena Cavallo)
- Jim Meskimen (Milton Krill)
- Amanda MacDonald (Greta)
- Christopher Heyerdahl (Cal Sprouse)
- Larry Hankin (Victor Ferris)
- Keith Sellon-Wright (Surgeon)
- Rob Brownstein (Arthur Knowles)
- Rod Britt (Fred Reese)
- Matt Shallenberger (le groupier)
- Danette Wilson (l'infirmière)

### Épisode 21:Les Fils du Nevada
- États-Unis /  Canada : 10 mai 2013 sur CBS[43] / Global
- France : 
  - 27 novembre 2013 sur Paris Première
  - 16 novembre 2016 sur M6
- Québec : 20 mai 2014 sur Séries+

- États-Unis : 7,2 millions de téléspectateurs[44] (première diffusion)

- Michael Ironside (Porter Gainsley)
- Cory Tucker (Lucas)
- Damon Herriman (M. Jones)
- Melinda Clarke (Lena Cavallo)
- Grant Sullivan (William Dylan)
- Kristin Slaysman (Marilyn Lamb)
- Krista Kalmus (Gigi)
- Billy Finnigan (le garde Gainsley)
- Josh Clark (le procureur général)